# عبدالعظیم حسنی
عبدالعظیم حسنی یا شاه عبدالعظیم (به عربی: عبدالعظيم الحسني) از نوادگان امام دوم شیعیان، حسن بن علی است که در شهر ری (حرم شاه عبدالعظیم) دفن شده است. کنیه وی ابوالقاسم و ابوالفتح است.
عبدالعظیم از نوادگان حسن بن علی و از افراد برجسته مکتب هادی بود. از قول ابوحمّاد رازی نقل شده‌است که هادی از او خواسته‌است هر سؤالی در ناحیه اش پیش آید از عبدالعظیم حسنی بپرسد. در حدیث مفصل دیگری که در امالی صدوق نقل شده‌است، عبدالعظیم عقیده خود در امور دینی را به هادی عرضه کرد و مورد تأیید او قرار گرفت. عبدالعظیم تحت فشار حکومت عباسی به ری گریخت و در خانهٔ یکی از شیعیان ساکن شد و شب روز را به زهد و عبادت می‌پرداخت تا اینکه پس از چند روز بیماری از دنیا رفت. شیعیان ری تشییع جنازه باشکوهی برایش برگزار کردند و مقبره بزرگی برایش بنا نمودند.

## زندگی‌نامه
عبدالعظیم حسنی در روز پنج‌شنبه چهارم ماه ربیع‌الثانی سال ۱۷۳ قمری (۱۳ شهریور ۱۶۸ خورشیدی، ۷۸۹ م)، در زمان پیشوای هفتم شیعیان موسی کاظم در شهر مدینه زاده شد. پدرش عبدالله و مادرش فاطمه یا حیفا نام داشتند. همسر وی خدیجه دختر قاسم بن حسن بن زید بن حسن مجتبی (پسرعموی پدرش که در تجریش تهران به نام امامزاده قاسم مدفون است) بود.
عبدالعظیم به دستور علی النقی به شهر ری وارد می‌شود و در سرداب خانه یکی از شیعیان آن شهر به زندگی پنهانی روی می‌آورد. او روزها روزه می‌گرفت و شب‌ها به نماز می‌ایستاد. گاهی پنهانی از خانه بیرون می‌آمد و قبری را که اکنون روبروی آرامگاهش است زیارت می‌کرد. وی پس از مدتی بیمار می‌شود و چندی بعد در روز سه‌شنبه پانزدهم شوال سال ۲۵۲ قمری (۱۱ آبان ۲۴۵ خ، ۸۶۶ م)، در زمان پیشوای دهم شیعیان علی النقی (خلافت عباسیان) درگذشت. وی ۷۹ سال قمری (۷۷ سال خورشیدی) عمر کرد.

## محل دفن

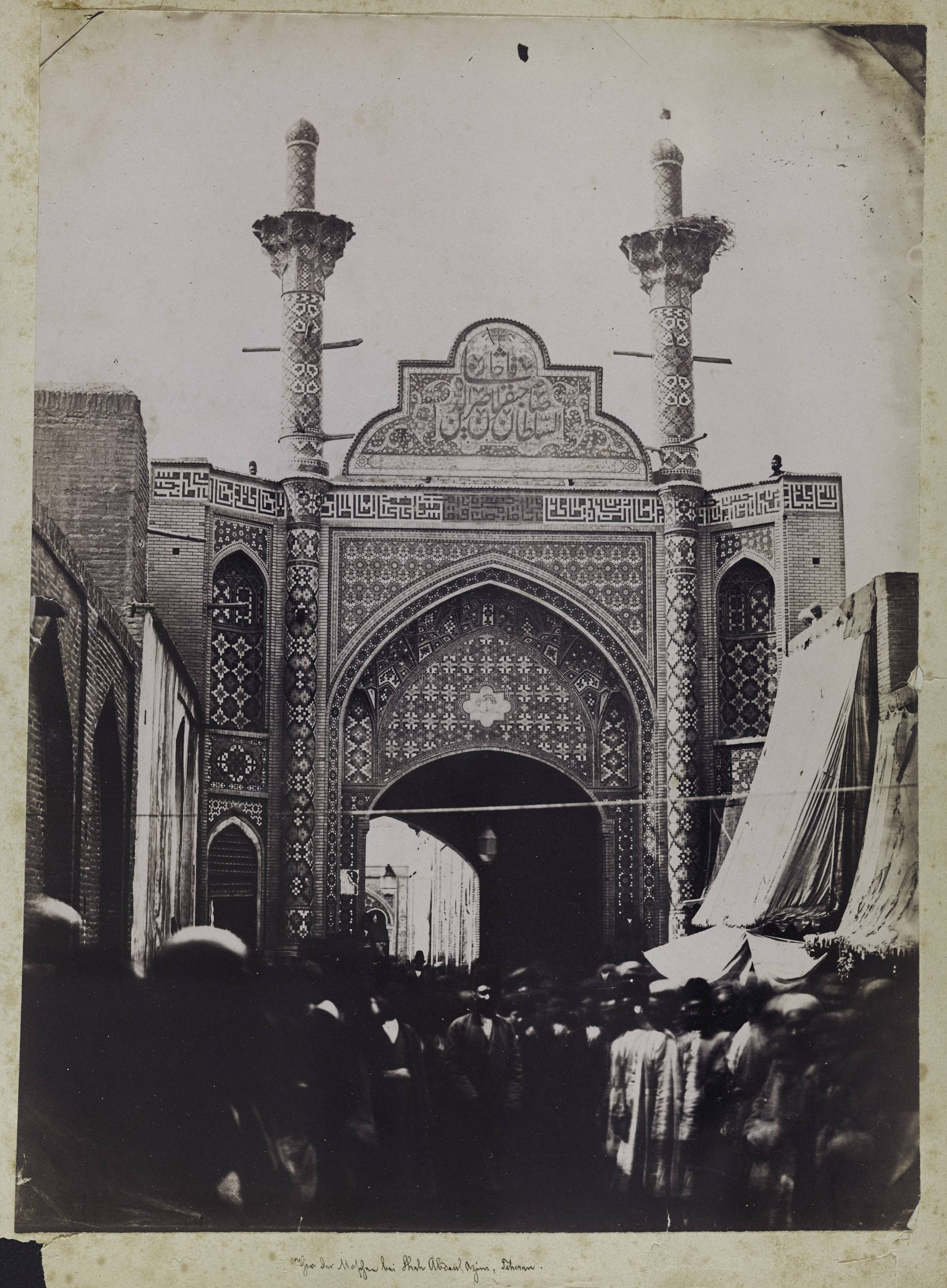
سردر آرامگاه در دوران قاجار؛ با نشان سلطان صاحبقران، بانی نوسازی بنا

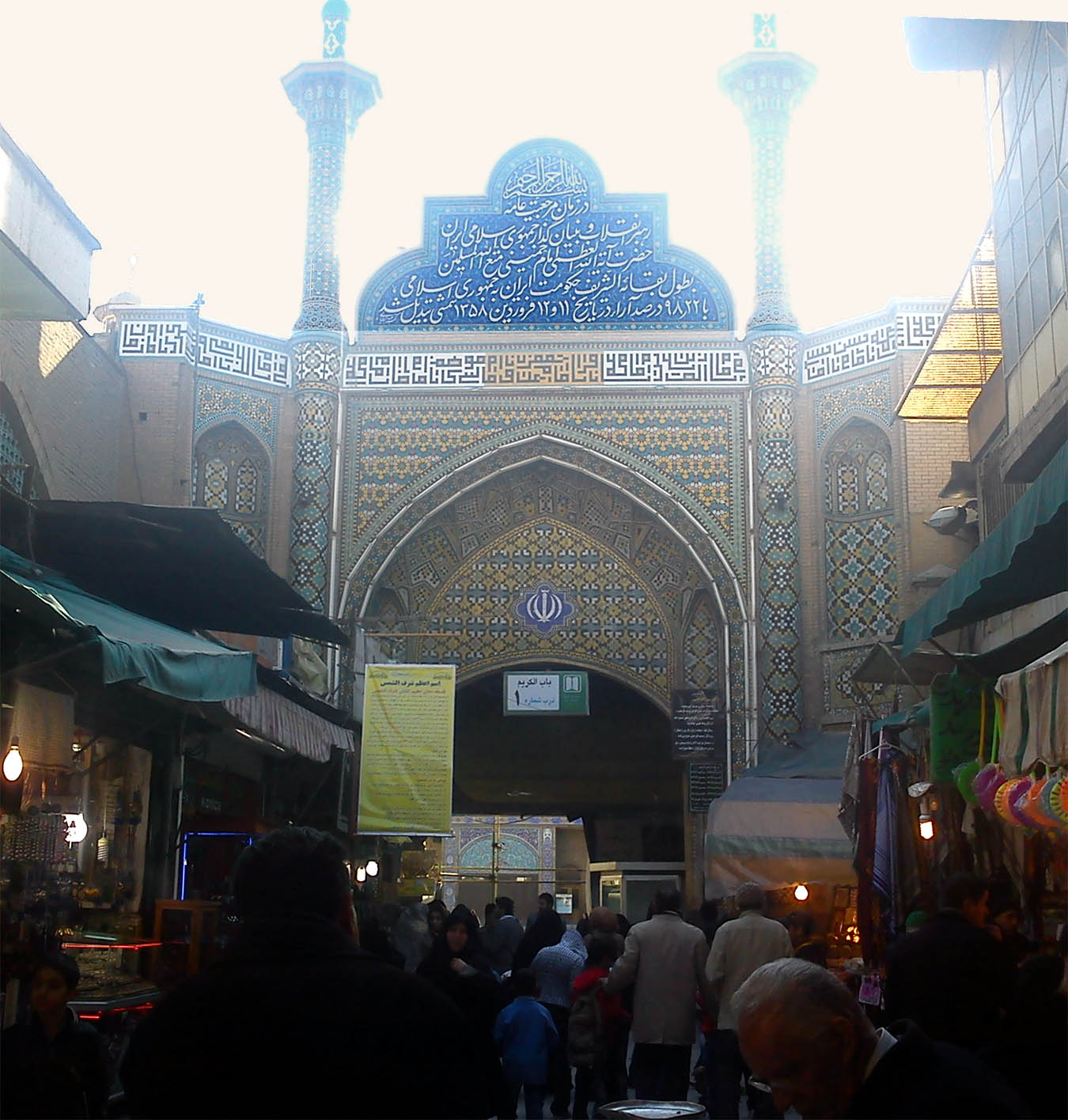
سردر آرامگاه در زمان کنونی با نشان زمان و شمار آرا رفراندوم جمهوری اسلامی

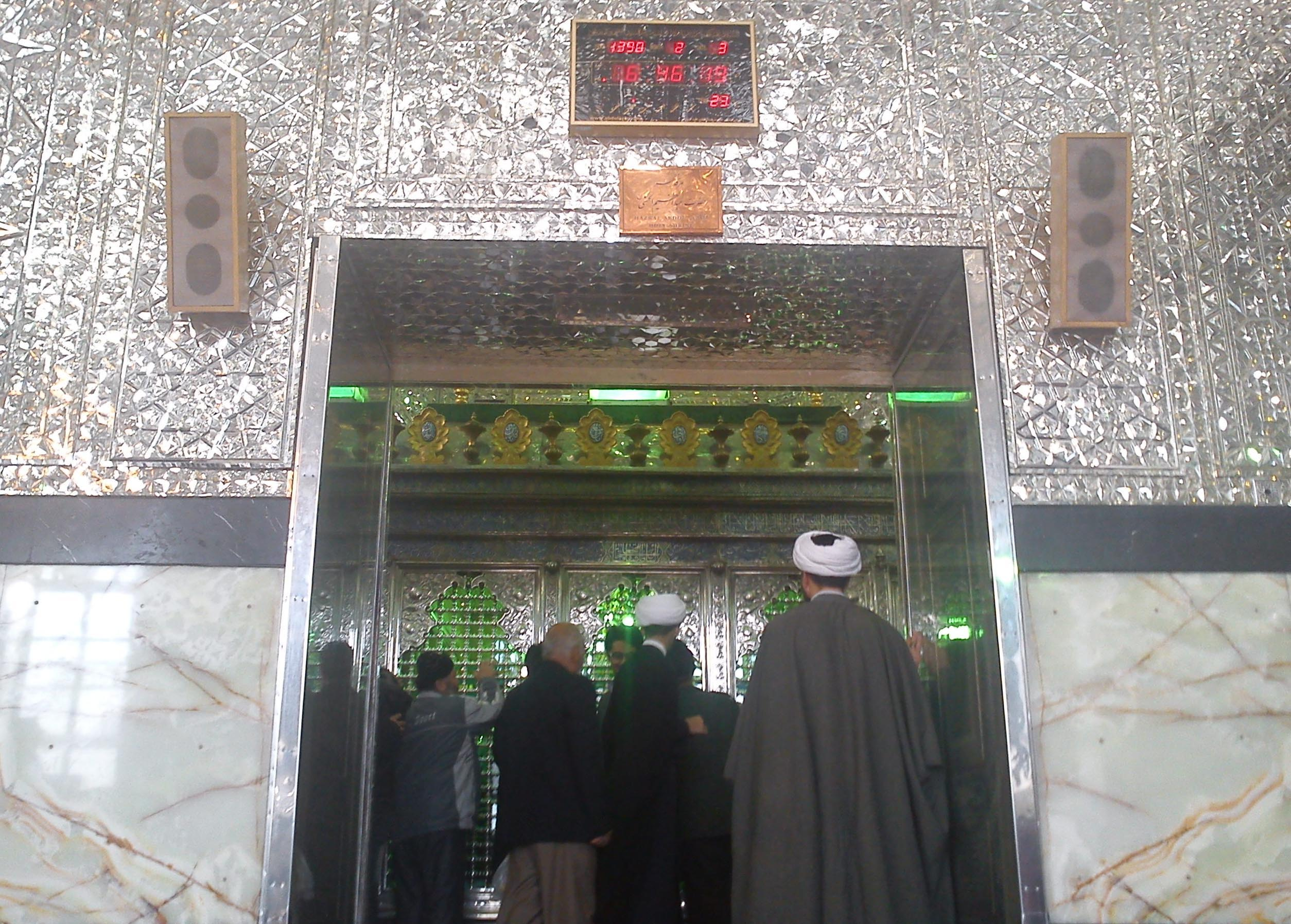
ضریح

حرم شاه‌عبدالعظیم محل دفن عبدالعظیم حسنی است که در شهر ری (در جنوب تهران) قرار دارد. این آرامگاه مربوط به دوره ایلخانی - دوره صفوی - دوره قاجار است. این اثر در تاریخ ۱۱ بهمن ۱۳۳۴ با شمارهٔ ثبت ۴۰۶ به‌عنوان یکی از آثار ملی ایران به ثبت رسیده‌است.
بنای نخستین این آرامگاه را محمد پسر زید داعی علوی در نیمه دوم قرن سوم هجری قمری برابر با با قرن نهم میلادی تعمیر اساسی کرد. در گاه اصلی ورودی آن که در شمال آرامگاه قرار دارد به فرمان پادشاهان خاندان بویه و سپس با تلاش مجدالملک قمی ساخته شد.
بنای آرامگاه در بخش پایین چهارگوشی است که هر سوی آن حدود هشت متر است. در بالا مانند همه بناهای سلجوقی برفراز چهارگوشه حرم چهار گوشوار یعنی چهار طاق مورب بنا کرده‌اند و بالاتر از آن یک هشت ضلعی و بر روی آن یک شانزده‌ضلعی ساخته‌اند. روی این شانزده‌ضلعی گنبد اصلی حرم ساخته شده‌است. تمام این بخش‌ها از درون آیینه‌کاری شده‌است. تعمیر و تغییرات اصلی این بخش در زمان شاه‌طهماسب صفوی انجام گرفته‌است. صحن‌ها و ایوان از آثار دوره صفوی می‌باشد.
در دوره قاجار تعمیرات و اضافات بسیاری صورت گرفت. پوشش زرین گنبد به فرمان ناصرالدین شاه در سال ۱۲۷۰ هجری قمری برابر با ۱۸۳۵ میلادی انجام گرفته‌است.

## تبارشناسی
پس از درگذشت عبدالعظیم حسنی، هنگامی که می‌خواستند او را غسل دهند کاغذی را در پیراهنش می‌یابند که در آن نسب وی و پدرانش این‌گونه آمده‌است:
«من ابوالقاسم، عبدالعظیم بن عبدالله بن علی بن حسن بن زیدبن حسن بن علی بن ابی‌طالب هستم.»
براساس این نسخه از رجال نجاشی، در نسب وی، میان او و امام دوم شیعیان (حسن مجتبی)، پنج نفر واسطه وجود دارد. اما در نسخه‌های معتبر این کتاب، میان «زید بن حسن» (نیای سوم او) و «حسن بن علی»، شخص دیگری واسطه نیست.
در کتاب مهاجران آل ابوطالب در ذکر اسامی واردشدگان به شهر ری از فرزندان علی بن حسن بن زید بن حسن بن علی بن ابی‌طالب نام وی به شکل «ابوالقاسم عبدالعظیم فرزند عبدالله بن علی بن حسن بن زید بن حسن» آمده‌است.

### نیاکان به ترتیب
1. عبدالله بن علی: پدر عبدالعظیم، «عبدالله» نام داشت و مادرش، «فاطمه» دختر عقبة بن قیس بود.[۷][۸] عبدالله، در زمان حیات جدّش «حسن بن زید» زاده شد و چون پیش از زایشش، پدرش «علی» در زندان درگذشت، جدّش سرپرستی او را به عهده گرفت.
2. علی بن حسن: نام جد نخست عبدالعظیم، «علی» و لقب او «سدید» است. وی همراه پسر عمویش عبدالله محض و گروهی دیگر از سادات حسینی، در دوران خلافت منصور ضد عباسیان قیام کرد. جمعی از آنان و از جمله وی، دستگیر و به بغداد منتقل شدند. او پس از مدتی در زندان درگذشت.
3. حسن بن زید:جد دوم عبدالعظیم، «حسن» نام داشت. وی تنها فرزند پسر زید بود که از بزرگان عصر خودش به‌شمار می‌رفت و در بین بنی هاشم، به بخشش، کرَم، سخاوت و خدمت به نیازمندان، شهرت داشته‌است. وی از سوی منصور خلیفه عباسی به ولایت مدینه گمارده شد؛ ولی پس از مدتی، مورد خشم او قرار گرفت و به زندان افتاد[۹] و در سال ۱۶۸ ق، در سن هشتاد سالگی درگذشت.
4. زید بن حسن بن علی بن ابیطالب: جد سوم عبدالعظیم، زید فرزند بزرگ حسن بن علی است. او سرپرست وقفهای پیامبر اسلام بوده و به بزرگواری، پرهیزکاری و نیکوکاری توصیف گردیده‌است. شاعران، او را ستوده و مردم از هر سو به وی روی می‌آورده‌اند.[۱۰] وی در یکصد سالگی، درگذشت[۱۱] و در زمینی به نام «حاجز» در نزدیکی مدینه دفن گردید.

## آثار و نوشته‌ها
- خطب امیرالمؤمنین
- الیوم و اللیلة
- انتشار ۱۷۹ حدیث با واسطه و بی واسطه از علی بن موسی الرضا، محمد تقی، علی النقی

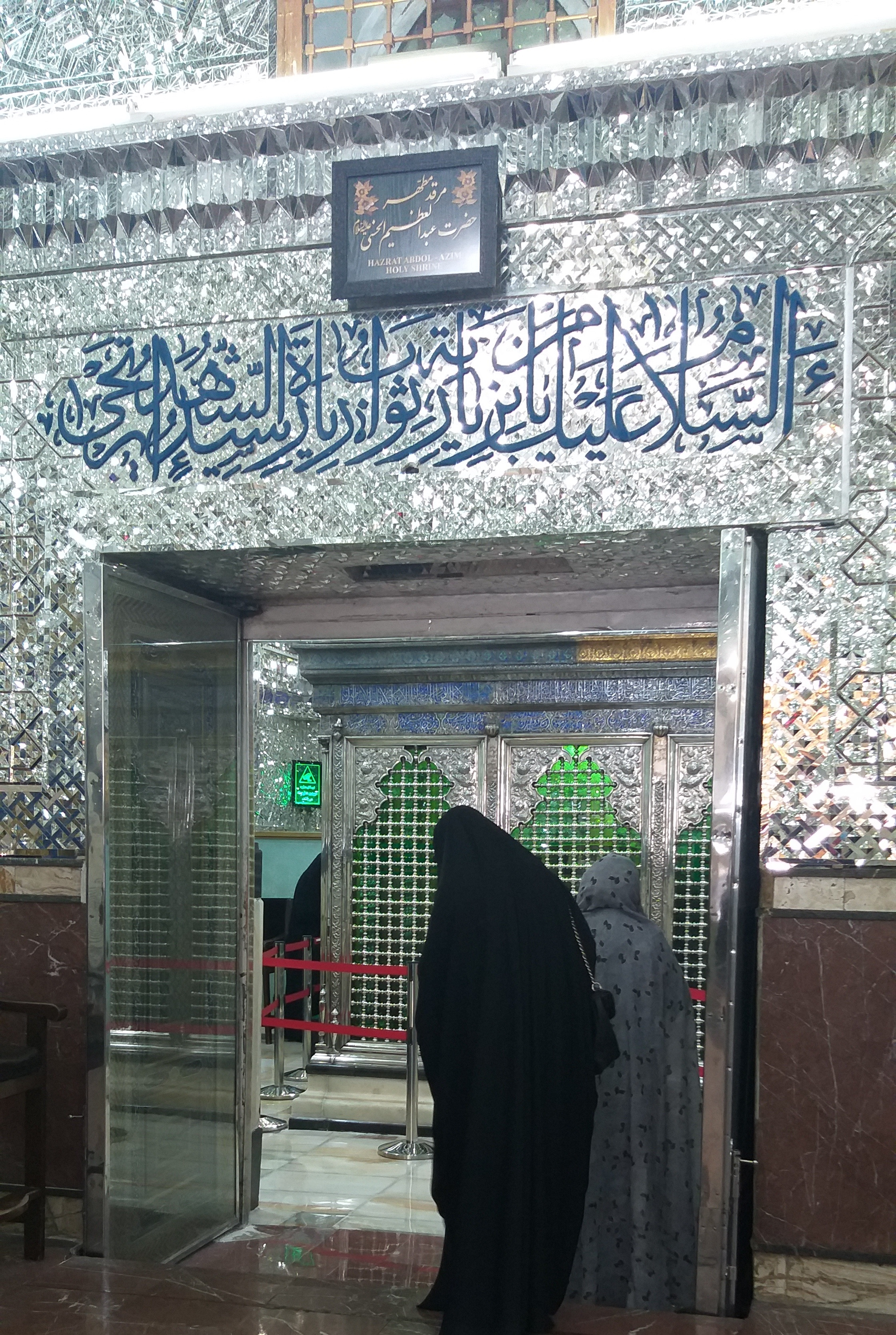
ضریح عبدالعظیم حسنی در ایام کرونا